# الاعدان (جبلة)

تعديل مصدري - تعديل

الاعدان محلة تابعة لقرية صرمة، التابعة لعزلة جبل رعوين بمديرية جبلة إحدى مديريات محافظة إب في الجمهورية اليمنية، بلغ تعداد سكانها 97 حسب تعداد اليمن لعام 2004.